# Зотто (герцог Беневенто)
Зотто (Цотто; лат. Zotto, итал. Zottone; умер в 591) — лангобардский военачальник в Южной Италии, считается основателем Беневентского герцогства и первым герцогом Беневенто в 571—591 годы.

## Биография
Зотто привёл свои войска в Южную Италию в августе 570 года и последовательно нанёс византийцам несколько поражений. Здесь он поставил свой укреплённый военный лагерь, названный им Беневенто, позже превратившийся в одноимённый город, ставший столицей основанного им герцогства. Зотто попытался взять Неаполь, но потерпел неудачу и ему пришлось начать осаду города, которая также окончилась неудачно.
Вначале его герцогство было независимым от лангобардского королевства, существовавшего на севере Италии, король которого имел малое влияние на юге. В 589 году Зотто признал над собой суверенитет лангобардского короля Аутари.
Зотто скончался в 591 году. Его преемником стал племянник Арехис I. Тем самым была заложена традиция передачи власти в Беневенто по наследству.